# (4279) Де Гаспарис
(4279) Де Гаспарис (итал. De Gasparis) — астероид главного пояса, который был открыт 19 ноября 1982 года в обсерватории Сан-Витторе в Болоньи и назван в честь итальянского астронома и первооткрывателя астероидов  Аннибале де Гаспариса.

Орбита астероида Де Гаспарида и его положение в Солнечной системе